# Чигин
Чадръг (на словенски: Čiginj) е село в Словения, регион Горишка, община Толмин. Според Националната статистическа служба на Република Словения през 2015 г. селото има 183 жители.